# Deutschland 83
Deutschland 83 är en tysk dramaserie i åtta delar från 2015 och är en serietrilogi med uppföljarna Deutschland 86 och Deutschland 89.

## Handling
Deutschland 83 handlar om hur en ung östtysk gränssoldat väljs ut för att infiltrera det västtyska försvaret (Bundeswehr). Gränssoldaten Martin Rauch (Jonas Nay) med rang Oberfeldwebel väljs ut och förs mot sin vilja till Västtyskland. Om han genomför uppdraget får hans sjuka mamma vården hon behöver; till uppdraget väljs han ut av sin moster. I Västtyskland skolas han av den östtyska underrättelsetjänstens personer på plats inför sitt uppdrag och antar identiteten Moritz Stamm, en soldat från Braunschweig som ska börja tjänsten som assistent till general Wolfgang Edel i Bonn. Den riktiga Moritz Stamm mördas på tåget på väg till Bonn. Rauch får täcknamnet Kolibri.

## Om serien
Serien är skapad av Anna Winger och Jörg Winger. I en intervju i SVT:s Babel bio berättade Jörg Winger att planen är att göra en trilogi med uppföljarna Deutschland 86 och Deutschland 89. I serien förekommer en rad tyska och utländska 80-talshits. Ledmotivet i den version som visas i Sverige är en engelsk version av Peter Schillings låt "Major Tom (völlig losgelöst)". 

## Inspelning
Serien är i huvudsak inspelad i Berlin med omnejd. Bland annat är den tidigare gränsstationen i Dreilinden omgjord till en Esso-station. Delar av den tidigare flygplatsen Tempelhof och tunnelbanestationen Schlossstrasse i Steglitz användes för att spela in en scen som ska föreställa Kurfürstendamm. För scener som utspelas i Stasis huvudkvarter i Östberlin används de verkliga lokalerna, som finns kvar men nu ingår i Stasimuseet.

## Visning
I Tyskland visades serien av RTL och i Sverige visades serien på SVT under början av 2016, och i repris under 2018.

## Rollista i urval
- Jonas Nay – Martin Rauch/Moritz Stamm, täcknamn Kolibri
- Maria Schrader – Lenora Rauch
- Ulrich Noethen – Generalmajor Wolfgang Edel
- Sylvester Groth – Walter Schweppenstette
- Sonja Gerhardt – Annett Schneider
- Ludwig Trepte – Oberleutnant Alex Edel
- Alexander Beyer – Tobias Tischbier
- Lisa Tomaschewsky – Yvonne Edel
- Carina Wiese – Ingrid Rauch
- Godehard Giese – Lieutenant Colonel Karl Kramer
- Errol Trotman Harewood – Major General Arnold Jackson
- Michaela Caspar – Mrs. Netz
- Vladimir Burlakov – Thomas Posimski
- Jens Albinus – Henrik Mayer
- Nikola Kastner – Linda Seiler